# Grube (Familienname)
Grube ist ein deutscher Familienname.

## Namensträger
- Adolph Eduard Grube (1812–1880), deutscher Zoologe
- Alex Grube (* 1983), deutscher Musiker
- Andreas Grube (* 1970), deutscher Jurist und seit 2016 Richter am Bundesgerichtshof
- Anette Grube (* 1954), deutsche Übersetzerin
- August Wilhelm Grube (Schriftsteller) (1816–1884), deutscher Pädagoge und Schriftsteller
- August Wilhelm Grube (Schauspieler) (1845–1903), deutscher Schauspieler
- Babett Grube (* 1980), deutsche Theaterregisseurin
- Berend Grube (* 1991), deutscher American-Football-Spieler
- Christian Grube (* 1934), deutscher Chorleiter und Universitätsdozent
- Dainis Grube (* 1984), lettischer Schauspieler und Synchronsprecher
- Eberhard Grube (* 1944), deutscher Kardiologe
- Elisabeth Grube (1803–1871), deutsche Dichterin
- Elsa Grube-Deister (1926–2001), deutsche Schauspielerin
- Ernst Grube (1890–1945), deutscher Politiker (KPD) und Widerstandskämpfer
- Ernst Grube (Zeitzeuge) (* 1932), deutscher NS-Verfolgter und Verbandsfunktionär
- Ernst J. Grube (1932–2011), deutscher Kunsthistoriker und Autor
- Erich Grube (1890–1952), deutscher Maler
- Falko Grube (* 1977), deutscher Politiker (SPD)
- Friederike Grube (* 1961), deutsche Hochschullehrerin und Rechtswissenschaftlerin
- Friedrich Grube (* 1928), deutscher Geologe
- Friedrich Wilhelm Grube (1795–1845), preußischer Beamter und Handelsagent
- Georg Grube (Chemiker) (1883–1966), deutscher Physikochemiker und Materialforscher
- Georg Grube (Richter) (1935–2025), deutscher Richter am Bundesfinanzhof

- George Grube (1899–1982), kanadischer Philologe
- Gerd Grube (* 1960), deutscher Ingenieur und Rektor der SRH Fachhochschule Hamm
- Gisela Grube (1925–2021), deutsche Schauspielerin und Kabarettistin
- Heinrich Grube (Landschaftsarchitekt) (1840–1907), deutscher Landschaftsarchitekt
- Heinrich Grube (Politiker) (1888–1944), deutscher Verwaltungsbeamter, Politiker (SPD) und Opfer des Nationalsozialismus
- Heinrich Grube (Jurist) (1908–nach 1973), deutscher Jurist
- Hellmut Grube (1906–1970), deutscher Schauspieler
- Helmut Grube (Admiral) (1893–1978), deutscher Konteradmiral
- Helmut Grube (Politiker) (1913–1980), deutscher Politiker (DP/CDU)
- Hermann Grube (1637–1698), deutscher Mediziner
- Hildegard Grube-Loy (1916–2002), deutsche Aquarellmalerin
- Hinrich Lehmann-Grube (1932–2017), deutscher Politiker (SPD), Leipziger Oberbürgermeister (1990–1998)
- Jeremy Grube (* 1994), deutscher Schauspieler
- Johann Christoph Grube (1749–1824), Lübecker Ratsherr
- Jürgen Grube (1702–1776), deutscher Autor, königlich dänischer Kanzleirat, Regierungs- und Obergerichtsadvokat
- Leon Grube (* 2002), österreichischer Fußballspieler
- Marcus Grube (* 1973), deutscher Dramaturg
- Melanie Grube (* 1981), deutsche Florettfechterin
- Michael Grube (1954–2024), deutscher Violinist
- Max Grube (1854–1934), deutscher Schauspieler
- Nikolai Grube (* 1962), deutscher Ethnologe
- Otto Grube (1905–1958), deutscher sozialdemokratischer Politiker
- Peter Grube (* 1958), deutscher Sportmoderator und Olympia-Kommentator
- Petra Grube (* 1956), deutsche Autorin und Theaterpädagogin
- Rüdiger Grube (* 1951), deutscher Manager, ehemaliger Vorstandsvorsitzender der Deutsche Bahn AG
- Sigrid Schneider-Grube (* 1941), deutsche Pädagogin und Sozialarbeiterin
- Stephan Grube (1450–1483), Erzbischof von Riga
- Thomas Grube (* 1971), deutscher Regisseur und Produzent
- Tina Grube (* 1962), deutsche Schriftstellerin
- Udo Grube (* 1964), deutscher Filmproduzent, Regisseur und Autor
- Waldemar Grube (1915–2001), deutscher Forstmann und Unternehmer
- Walter Grube (1907–1992), deutscher Archivar und Landeshistoriker
- Wilhelm Grube (1855–1908), deutscher Sinologe
- Wolfgang Grube (* 1945), deutscher Unternehmer und Basketballfunktionär